# Манюковська
Манюко́вська (рос. Манюковская) — присілок у складі Тарногського району Вологодської області, Росія. Входить до складу Тарногського сільського поселення.

## Населення
Населення — 26 осіб (2010; 30 у 2002).
Національний склад (станом на 2002 рік):
- росіяни — 97 %